# Gnome Virtual File System
Das Gnome Virtual File System (kurz GVfs) ist ein netzwerktransparentes virtuelles Dateisystem für GTK, das den Zugriff auf Dateien verschiedener Netzwerkprotokolle ermöglicht. GVfs ist eine Weiterentwicklung des früheren „GnomeVFS“, das für die Desktop-Umgebung Gnome entwickelt wurde.

## Weitere Details
Die Prozesse kommunizieren über D-Bus mit GVfs, das aus einem Hauptsystemdienst (dem Daemon gvfsd) und weiteren Diensten für verschiedene Protokolle besteht. Für Dateiübertragungen wird ein eigenes Binär-Protokoll verwendet. Unterstützte Netzwerk-Schnittstellen sind z. B. SFTP, FTP, NFS, DAV, SMB, OBEX-FTP (Bluetooth-Mobiltelefone) sowie ab Version 1.15.2 MTP (Smartphones, Digitalkameras, MP3-Player etc.). Anmeldedaten können mit GVfs sitzungsweit genutzt werden, so dass sie nicht bei jeder genutzten Anwendung erneut angegeben werden müssen. GNOME enthält ab Version 2.22.0 GVfs.
GVfs benutzt eine eigene Schnittstelle, statt eine allgemeine POSIX-Schnittstelle für die Kommunikation zwischen virtuellem Dateisystem und Anwendung zu definieren und zu nutzen. GVfs ist allein über GIO, dessen Programmierschnittstelle dokumentiert ist, nutzbar.
| Daemon                                                      | Aufgabe |
| Hauptdaemons                                                | Hauptdaemons |
| ----------------------------------------------------------- | --- |
| gvfsd                                                       | Der Hauptdaemon gvfsd wird von Programmen, welche GIO einbinden, automatisch gestartet, falls es nicht bereits läuft. Seine primäre Aufgabe ist es, benötigte Daemonen zu starten. Er stellt den Namen „org.gtk.vfs.Daemon“ auf dem Sitzungs-Bus zur Verfügung. |
| gvfsd-fuse                                                  | erhält einen Einbindepunkt aufrecht um die Back-Ends auch für Programme verfügbar zu machen, welche nicht GIO benutzen. |
| gvfsd-metadata                                              | Serialisiert das Schreiben von Metadaten. Wird z. B. von Nautilus benutzt. |
| Partitionsüberwachung                                       | |
| gvfs-goa-volume-monitor                                     | support für GNOME Online Accounts (cf. GNOME Online Accounts in the GNOME wiki) |
| gfvs-gphoto2-volume-monitor                                 | support für das Picture Transfer Protocol (implementiert in gPhoto) |
| gvfs-mtp-volume-monitor                                     | support für das Media Transfer Protocol |
| gvfs-udisks2-volume-monitor                                 | Zuständig für Laufwerke, Medien, Eingebundene Dateisysteme und fstab-Einträge, welche im User Interface angezeigt werden sollen. Sowohl Gnome-Shell als auch Nautilus machen davon Gebrauch.                                                                    |
| gvfs-afc-volume-monitor                                     | support für Apple File Conduit |
| Back-Ends zum Einbinden von Dateisystemen, Protokollen usw. | |
| gvfsd-afc                                                   | iPhone/iPod touch volumes |
| gvfsd-afp                                                   | Apple Filing Protocol |
| gvfsd-afp-browse                                            | Apple Filing Protocol |
| gvfsd-archive                                               | Komprimierte Dateien |
| gvfsd-burn                                                  | Stellt einen Punkt für das Brennen von CD/optischen Medien zur Verfügung |
| gvfsd-cdda                                                  | Audio-CDs |
| gvfsd-computer                                              | Stellt computer:// zur Verfügung. |
| gvfsd-dav                                                   | mounts DAV filesystems |
| gvfsd-dnssd                                                 | DNS-SD (Zeroconf) |
| gvfsd-ftp                                                   | FTP |
| gvfsd-gphoto2                                               | PTP |
| gvfsd-http                                                  | HTTP |
| gvfsd-mtp                                                   | MTP |
| gvfsd-network                                               | Stellt network:// zur Verfügung. |
| gvfsd-nfs                                                   | Das NFS Protokoll. |
| gvfsd-recent                                                | Stellt recent:// zur Verfügung. |
| gvfsd-sftp                                                  | sftp |
| gvfsd-smb                                                   | Server Message Block (SMB) |
| gvfsd-smb-browse                                            | SMB |
| gvfsd-trash                                                 | Stellt trash:// zur Verfügung. |